# Niederwallmenach
Niederwallmenach ist eine Ortsgemeinde im Rhein-Lahn-Kreis in Rheinland-Pfalz. Sie gehört der Verbandsgemeinde Nastätten an.

## Geographie
Niederwallmenach liegt im Taunus (westlicher Hintertaunus) wenige Kilometer von der Loreley entfernt. Zur Gemeinde gehören auch die Wohnplätze Altkautenmühle und Neukautenmühle.
Nachbargemeinden sind Bogel, Bornich, Lautert, Oberwallmenach, Reitzenhain und Rettershain.

## Geschichte
Im Jahre 1138 wird Niederwallmenach erstmals urkundlich erwähnt. In alten Urkunden findet man den Namen Walmelach. Vielleicht stammt dieser Name von Valiniacum und bedeutet Landgut des Valinius. Daraus darf man wohl folgern, dass hier einmal eine römische Siedlung vorhanden war. Die älteste erhaltene Urkunde ist am 21. Oktober 1138 unter der Regierung des Königs Konrad III. von Hohenstaufen ausgestellt. In dieser Urkunde wird auch der Zehnte von Walmelach erwähnt, der dem Kloster St. Goar gegeben wurde.
Der Ort Niederwallmenach gehörte zum „Einrich-Gau“. Der Gau umfasste ungefähr das Gebiet zwischen Rhein, Lahn, Aar und Wisper. Die Chronik berichtet:
Dieser Gau unterstand dem Grafen von Arnstein (1048). Der letzte Arnsteiner Ludwig III. wurde 1139 Mönch und verwandelte seine gleichnamige Burg im Dörsbachtal an der Lahn in ein Kloster Arnstein. Er starb 1185, und in den Besitz von Niederwallmenach gelangten nun die Herren von Isenburg.
Philipp II. von Isenburg-Grenzau verkaufte Anno 1414 seine Dörfer Niederwallmenach und Reitzenhain für 1100 Gulden an den Grafen Philipp von Nassau-Saarbrücken. Dieser verkaufte dieselben aber schon 1416 für 1200 Gulden an den Grafen Johann III. von Katzenelnbogen.
Niederwallmenach gehörte also damit zur Niedergrafschaft Katzenelnbogen, zum Amt Reichenberg und bildete mit Reitzenhain, dem Hof Schwall bei Nastätten, der Burg Heppenheft, späterem Heppenhof, das Gericht Niederwallmenach. Als im Jahre 1479 der letzte Graf von Katzenelnbogen Philipp starb, fiel sein Land an den Gatten seiner Tochter Anna, den Landgrafen Heinrich III. von Hessen. Damit kam man zu Hessen und gehörte zu diesem bis zum Jahre 1806. Von 1806 bis 1813 stand die Niedergrafschaft unter französischer Verwaltung. Durch die Befreiungskriege verlor Frankreich die deutschen Länder wieder.
Die Niedergrafschaft Katzenelnbogen kam 1813 an Hessen-Kassel zurück. 1815 kam Niederwallmenach an Preußen und 1816 an Nassau, es wurde also letztendlich nassauisch. Im sogenannten Deutschen Krieg (1866) wurde das Herzogtum Nassau wieder von Preußen in Besitz genommen. Das Herzogtum Nassau war kein selbständiger Staat mehr und der „Nassauische Löwe“ hat somit nur 50 Jahre über das Dorf Niederwallmenach geherrscht. Im Königreich Preußen gehörte der Ort zur Provinz Hessen-Nassau. Nach dem Ersten Weltkrieg lag Niederwallmenach in der französischen Zone, die Franzosen zogen erst 1929 wieder ab. Der Ort wurde am 27. März 1945 von US-amerikanischen Truppen eingenommen.
Nach dem Zweiten Weltkrieg lag der Ort in der französischen Besatzungszone. Niederwallmenach wurde 1946 Teil des neu gebildeten Landes Rheinland-Pfalz.
1969 wurde der Ort Teil des Rhein-Lahn-Kreises. 1972 wurde Niederwallmenach Teil der Verbandsgemeinde Nastätten.

## Politik

### Gemeinderat
Der Gemeinderat in Niederwallmenach besteht aus acht Ratsmitgliedern, die bei der Kommunalwahl am 9. Juni 2024 in einer Mehrheitswahl gewählt wurden, und der ehrenamtlichen Ortsbürgermeisterin als Vorsitzender.

### Bürgermeister
Ortsbürgermeisterin von Niederwallmenach ist Peggy Breitenbach. Bei der Direktwahl am 26. Mai 2019 wurde sie mit einem Stimmenanteil von 79,20 % und am 9. Juni 2024 als einzige Bewerberin mit 66,8 % jeweils für fünf Jahre wiedergewählt.

### Partnergemeinde
- Corpeau in Frankreich.

## Persönlichkeiten
- Adam Zorn (1863–1930), Bürgermeister und Mitglied des Provinziallandtages der Provinz Hessen-Nassau